# Tidarren lanceolatum
Tidarren lanceolatum är en spindelart som beskrevs av Knoflach och van Harten 2006. Tidarren lanceolatum ingår i släktet Tidarren och familjen klotspindlar.
Artens utbredningsområde är Kongo. Inga underarter finns listade i Catalogue of Life.